# Yves Berger

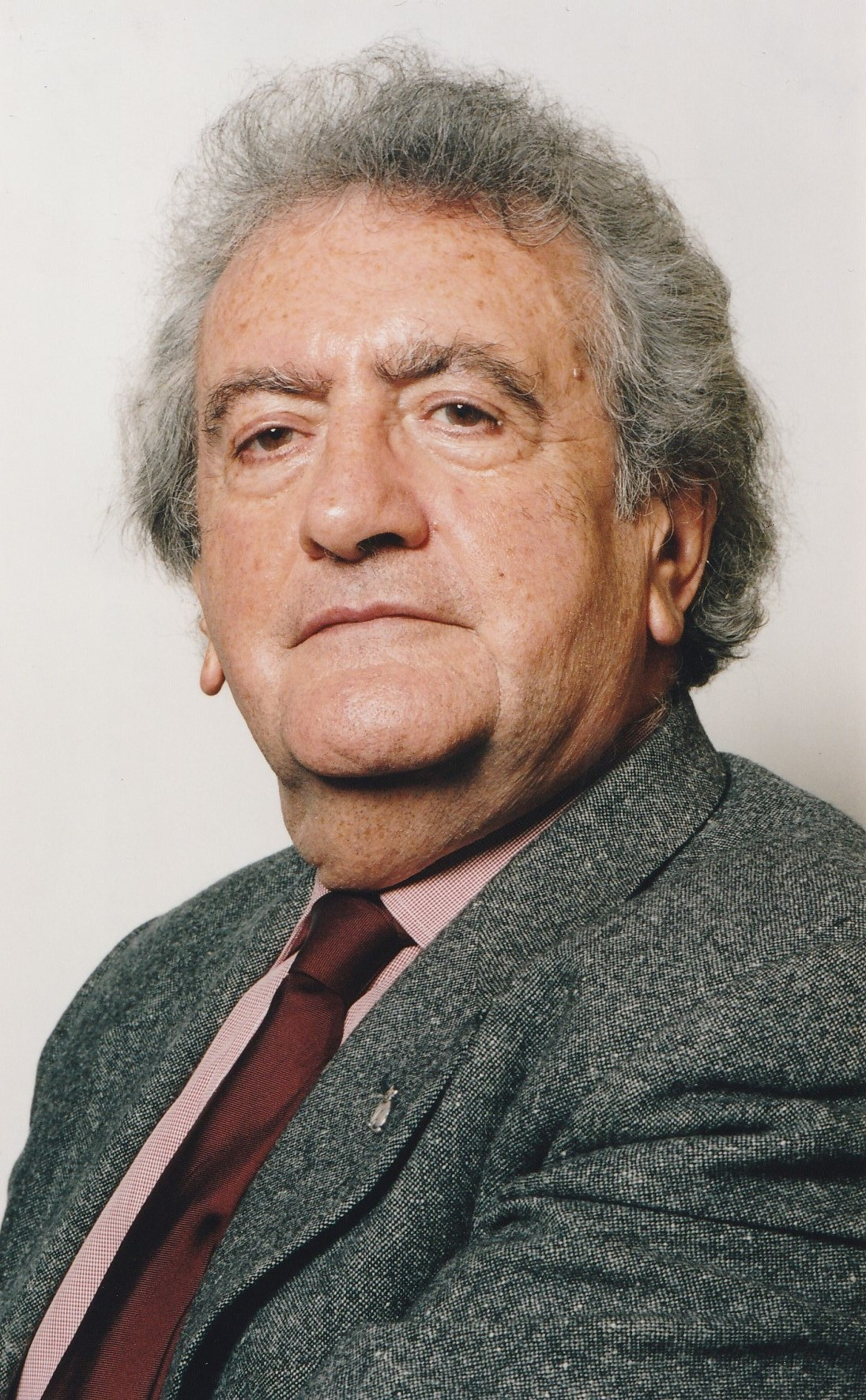
Yves Berger

Yves Berger (* 14. Januar 1931 in Avignon; † 16. November 2004 in Paris) war ein französischer Schriftsteller.
Berger zeichnete sich vor allem als Amerika-Kenner aus. Den Höhepunkt seines schriftstellerischen Schaffens erreichte er mit seinem Roman „Die Welt nach dem Regen“. In Deutschland wurde Berger vor allem durch seinen Roman „Großer Traum Amerika“ bekannt. Er galt in Literaturkreisen als außergewöhnlicher Autor, sein künstlerisches Wirken wurde oftmals verkannt. Berger war von 1960 bis 2000 literarischer Direktor des großen französischen Literaturverlages Grasset. 1994 wurde er vom französischen Kulturministerium zum Kommandeur des Ordre des Arts et des Lettres ernannt.

## Werke

### Romane
- Le monde après la pluie. Grasset.
- Le fou d'Amérique. Grasset.
- Les matins du Nouveau Monde. Grasset.
- Le Sud. Grattet. Deutsch von Kuno Raeber: Der Süden. Roman. Hanser Verlag, München 1964. – Prix Femina 1962.
- L'attrapeur d'ombres. Grasset.
- Immobile dans le courant du fleuve. Grasset. (Prix Médicis)
- La pierre et la saguaro. Grasset.
- Santa Fé. Grasset.

### Essays
- Dictionnaire amoureux: États-Unis, Plon. (Prix Renaudot de l'essai 2003)
- Boris Pasternak, Seghers.
- Que peut la littérature? Kollektiv-Werk, 10/18.

### Alben
- La Nouvelle-Orléans. Èditions du Pacifique.
- Les lubérons. Mit Fotografien von Martine Franck. Èditions du Chêne.
- mit Daniel Dubois: Les indiens des plaines. Dargaud.
- Cow-boys, Mythe et réalité. Mit Fotografien von Claude Poulet. Èditions du Chêne.
- La Galerie indienne du fou d'Amérique. (Originallithographie von Pierre Cayol, Alain Barthélemy). Avignon.
- Louisiane: Entre ciel et terre. Mit Fotografien von Marc Garanger. Kodak et Contre-Jour.
- L'Ouest sauvage (pour le texte littéraire). Denoël.
- América. Èditions André Barret.